# Pratstund med Povel
Pratstund med Povel, som spelades 2003–2004, var en renodlad pratshow med Povel Ramel om hans liv och karriär "med musikillustrationer och bilder". Pratshowen skapades av Povel Ramel och Stephan Lundin, som också var hans samtalspartner på scen, och för produktionen svarade Sundén & Lundin Produktion.
Pratstund med Povel hade premiär på Solnadals värdshus i Solna hösten 2003 och turnerade därefter i landet till mars 2004.